# Frauen in Bletchley Park

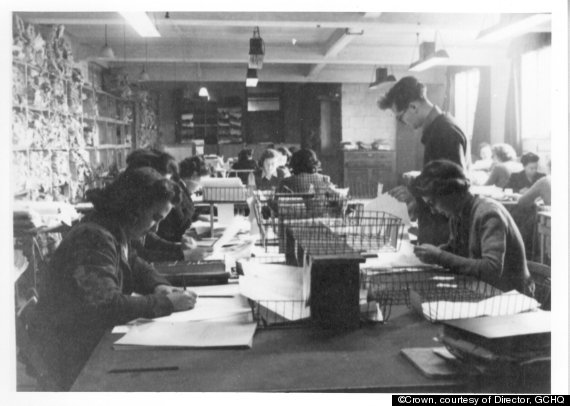
Frauen bei der Arbeit in Bletchley Park

Frauen in Bletchley Park machten während des Zweiten Weltkriegs die meisten aller Arbeitskräfte der geheimen britischen Dienststelle Bletchley Park (Abkürzung: „B.P.“) zur Entzifferung von verschlüsselten Nachrichten aus, die sich in der Ortschaft Bletchley nordwestlich von London befand. Etwa 8000 der insgesamt dort tätigen etwas mehr als 10.000 Personen waren Frauen. Sie waren zwar in hochrangigen Bereichen wie der Kryptoanalyse unterrepräsentiert, wurden aber in großer Zahl für das Betreiben kryptografischer Maschinen und von Kommunikationsgeräten, für das Übersetzen von Dokumenten der Achsenmächte, für die Datenverkehrsanalyse sowie für Büroarbeiten eingesetzt. Erst seit den 1990er Jahren wird der Anteil der Frauen am Erfolg von B.P. zunehmend anerkannt.

## Bletchley Park
Bletchley Park war im Zweiten Weltkrieg eine geheime militärische Dienststelle zur Entschlüsselung von kodierten Nachrichten, vor allem der Deutschen. Es galt als der zentrale Ort für die britische Kryptoanalyse. Dort befand sich die Government Code and Cypher School (GC&CS, deutsch etwa „Staatliche Code- und Chiffrenschule“), die regelmäßig geheime Kommunikation der Achsenmächte „knackte“, vor allem deutsche Enigma- und Lorenz-Chiffren.
Bletchley Park ist bekannt für seine Auswirkungen auf den Kriegsverlauf und für die Arbeit, die dort von Wissenschaftlern wie Alan Turing und Dilly Knox geleistet wurde. Obwohl diese Arbeit bis 1974 geheim war, wirkte sie sich erheblich auf die Wissenschafts- und Technikgeschichte aus, insbesondere auf die Geschichte der Informationstechnologie. Über die Arbeit der Frauen in Bletchley Park war lange Zeit wenig bekannt, da die gesamte Arbeit unter das dreißigjährige Geheimhaltungsgebot fiel. Erst mit dem 1974 veröffentlichten Buch The Ultra Secret des ehemaligen RAF-Oberst Frederick William Winterbotham wurde begonnen, die Rolle von Bletchley Park während des Krieges zu diskutieren. Ein Großteil der Arbeit war außerdem unter dem Official Secrets Act klassifiziert worden, sodass Details daraus erst seit den 1990er Jahren bekannter wurden. Seitdem betonen Archivare und Historiker zunehmend die Rolle der Frauen bei der Entschlüsselung von Nachrichten.

## Rekrutierung von Frauen

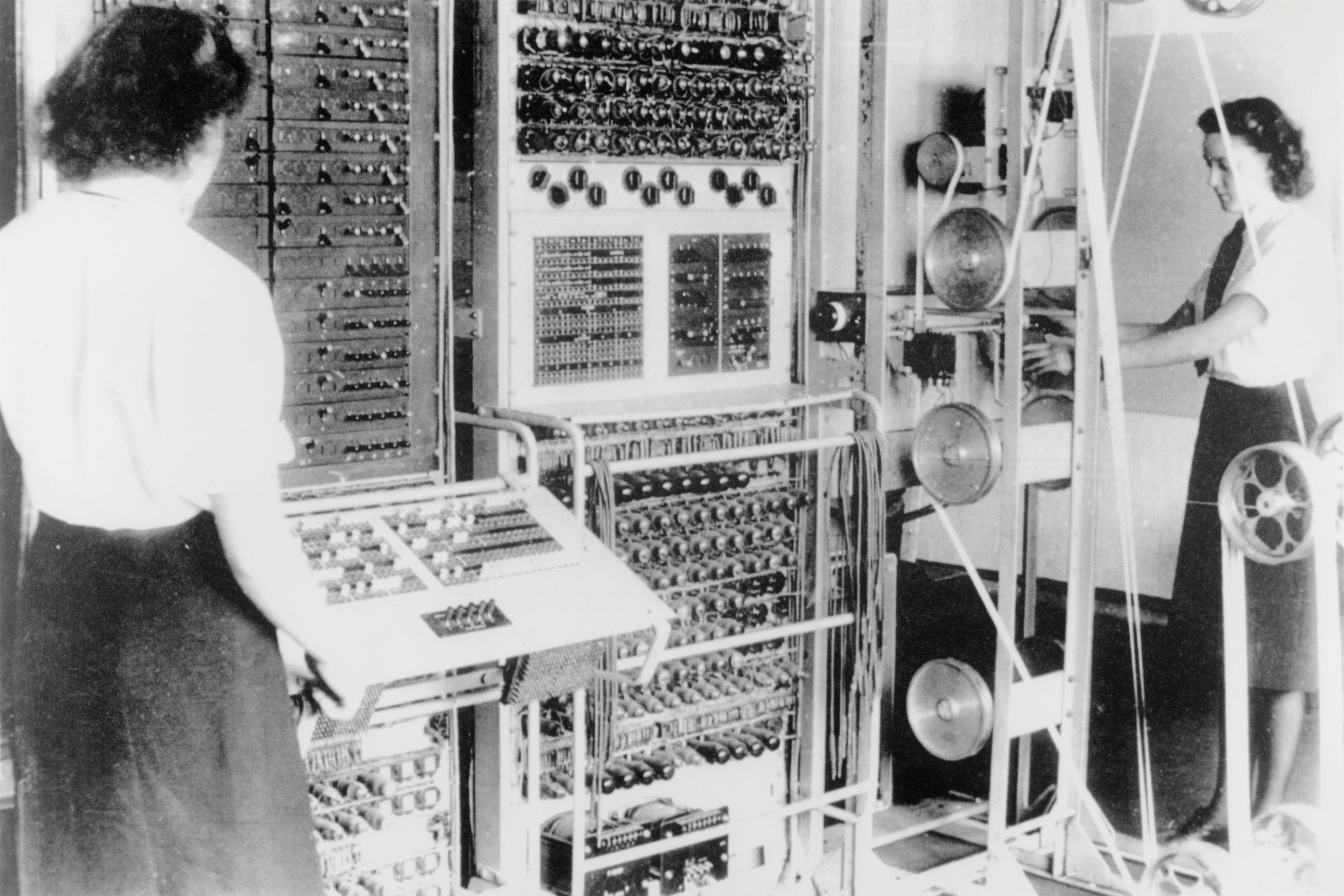
Ein zum Codebrechen verwendeter Colossus-Mark-2-Computer, der von Dorothy Du Boisson (links) und Elsie Booker (rechts) bedient wird (1943)

Im Jahr 1937, als die Spannungen in Europa und Asien offensichtlich wurden, befahl der Chef des MI6, Admiral Hugh Sinclair, der GC&CS, sich auf einen Krieg vorzubereiten und den Personalbestand zu erweitern. Dies sollten „Männer des Professorentyps“ sein, die vor allem aus den Universitäten Oxford und Cambridge stammten.
Als die Kryptoanalyse jedoch zunehmend mechanisiert wurde, wurde noch viel mehr Personal benötigt. Zu Beginn kamen Frauen nach Bletchley Park, die in Universitäten oder über vertrauenswürdige familiäre Beziehungen angesprochen wurden. Debütantinnen wurden besonders gerne angeworben, da sie aufgrund ihrer Herkunft aus der Oberschicht als am vertrauenswürdigsten angesehen wurden.
Diese Debütantinnen leisteten hauptsächlich administrative und Büroarbeiten. Der Personalbedarf von Bletchley Park stieg jedoch weiter an, also wurden als Nächstes Linguistinnen und Mathematikerinnen gesucht sowie Frauen, die gut in Kreuzworträtseln waren. Im Jahr 1942 veranstaltete der Daily Telegraph einen Wettbewerb, bei dem ein kryptisches Kreuzworträtsel (Cryptic crossword; britisches Kreuzworträtsel) innerhalb von 12 Minuten gelöst werden sollte. Die Gewinnerinnen wurden vom Militär angesprochen und einige davon für Bletchley Park angeworben. Ihre Fähigkeiten in lateralem Denken qualifizierten sie für das „Codebrechen“. Die Mehrheit dieser Frauen stammte aus der Mittelschicht und einige hatten Abschlüsse in Mathematik, Physik und Ingenieurwissenschaften. Wegen des kriegsbedingten Männermangels wurden die Frauen in MINT-Programme aufgenommen.
Bis Ende 1944 waren mehr als 2500 Frauen bei der GC&CS als sogenannte „Wrens“ beim Women’s Royal Naval Service (WRNS) (deutsch etwa „Königlicher Marinedienst der Frauen“) angestellt; mehr als 1500 Frauen wurden von der Women’s Auxiliary Air Force (WAAF) abgestellt und etwa 400 kamen vom Auxiliary Territorial Service (ATS). 60 % der in Bletchley Park arbeitenden Frauen dienten bei den Streitkräften des Vereinigten Königreichs. Viele dieser Frauen hatten mehr Interesse an der Arbeit in Flugzeugen und Schiffen und hatten nie erwartet, an einem Ort wie Bletchley Park zu arbeiten.

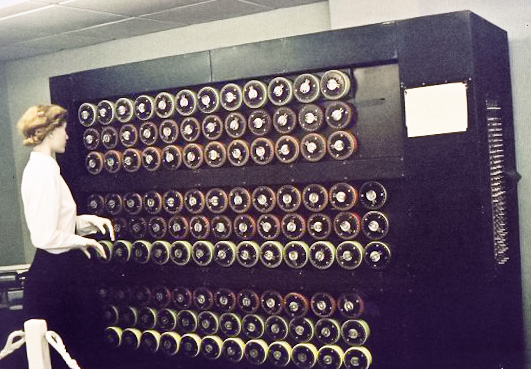
Rekonstruktion der Turing-Bombe im Crypto Museum Bletchley Park

Frauen arbeiteten bald in zahlreichen Funktionen, von Administratorinnen, Indexkartenschreiberinnen und Kraftradmelderinnen bis hin zu einigen als Spezialistinnen für das Codebrechen. Anfangs waren viele der Männer in verantwortlichen Positionen skeptisch, dass Frauen die Turing-Bombe und den Colossus-Computer bedienen könnten. In einem Bereich, in dem Frauen, einschließlich Hochschulabsolventinnen, beschäftigt waren, meinte der männliche Leiter der Sektion, dass „Frauen keine intellektuelle Arbeit verrichten möchten“. Gordon Preston überzeugte Max Newman, der glaubte, dass Frauen die „intellektuellen Anstrengungen“ nicht kümmern würden, Gespräche mit den Wrens zu genehmigen, um ihre Arbeit mathematisch zu erklären. Diese Gespräche waren sehr beliebt; zum Team von Max Newman gehörten später 16 Wrens. Die Frauen in Bletchley Park erwiesen sich bald als qualifiziert, da sie in jeder Position, die sie innehatten, gute Arbeit leisteten.
Obwohl anfangs, insbesondere in den letzten Jahren der Zwischenkriegszeit, der Fokus bei der Rekrutierung auf männlichen Akademikern lag, entwickelte sich bald ein vielseitiger Stab von „Boffins and Debs“ (in etwa: „Nerds und Debütantinnen“), woraufhin die Abkürzung GC&CS neckisch zu „Golf, Cheese and Chess Society“ („Golf-, Käse- und Schachverein“) umgedeutet wurde.
Bei Ausbruch des Zweiten Weltkriegs war Dillwyn ‚Dilly‘ Knox der Chef-Kryptoanalytiker der GC&CS und nahm als solcher eine führende Rolle bei der Arbeit an den verschiedenen Enigma-Netzwerken ein. In seinem Team arbeiteten Frauen („Dilly’s girls“, „Dillys Mädchen“), darunter unter anderem Margaret Rock und Mavis Lever, die manchmal als „Dilly’s Fillies“, „Dillys Stutfohlen“, bezeichnet wurden. Während eines moralsteigernden Besuchs im September 1941 bemerkte Winston Churchill angeblich gegenüber dem Leiter der GC&CS, Alastair Denniston: „Ich sagte Ihnen, Sie sollen keinen Stein auf dem anderen lassen, um Mitarbeiter zu finden, aber ich hatte keine Ahnung, dass Sie mich so wörtlich nehmen würden.“
Frauen arbeiteten im Zweiten Weltkrieg in vielen Bereichen, die zuvor hauptsächlich Männern vorbehalten waren, wie in der Industrie und dem Militär. Bletchley Park war ungewöhnlich, weil die Frauen dort anspruchsvolle geistige Arbeit leisteten. Eines der wenigen direkt vergleichbaren Szenarien während des Krieges war, dass amerikanische Frauen angeworben wurden, um Ballistikberechnungen der Artillerie durchzuführen und Computer zu programmieren. Diese „menschlichen Computer“ benutzten einen Differentialanalysator im Keller der Moore School of Electrical Engineering, um ihre Berechnungen zu beschleunigen, obwohl die Maschine eine absolut genaue Mechanik erforderte und die Frauen die Berechnungen oft von Hand überprüften.

## Codebreakers
- Joan Clarke (später: Joan Murray) arbeitete ab 1940 in Hut 8, zusammen mit Alan Turing und ab 1941 mit dessen Stellvertreter Hugh Alexander. Sie arbeiteten insbesondere an der Entzifferung von mit Enigma-M3 und Enigma-M4 verschlüsselten Funksprüchen der deutschen Kriegsmarine, vor allem zu den im Atlantik operierenden deutschen U-Booten. 1944 wurde Clarke Nachfolgerin von Alexander in der Leitung von Hut 8.[2] Auch nach dem Krieg blieb sie bei den Government Communications Headquarters (GCHQ), der Nachfolgeorganisation der GC&CS.
- Mavis Lever (später: Mavis Batey) war studierte Germanistin und arbeitete ab 1940 als Assistentin des Chef-Kryptoanalytikers von GC&CS, Dillwyn Knox. Ihre Analyse eines 1941 abgefangenen italienischen Funkspruchs trug in der Folge wesentlich zum Sieg der Royal Navy über die italienische Flotte in der Seeschlacht bei Kap Matapan bei, einer der wichtigsten Seeschlachten des Zweiten Weltkriegs.[24][25] Zusammen mit ihrer Kollegin Margaret Rock gelang es ihr ebenfalls 1941, erstmals eine von der deutschen Abwehr (Geheimdienst) mithilfe eines speziellen Enigma-Modells (G) verschlüsselte Meldung zu entschlüsseln.[25]
- Margaret Rock arbeitete ebenfalls ab 1940 für Dillwyn Knox. Neben den Erfolgen zusammen mit Mavis Lever gelang ihr ein weiterer wichtiger Erfolg 1943, als ihr der Einbruch in eine Funklinie glückte, mit der die Deutschen von Wetterschiffen aus der Nähe der Kanarischen Inseln Wetterberichte übermittelten, die mit einer speziellen Enigma verschlüsselt wurden.[26] Sie blieb auch nach dem Krieg bei der G.C.&C.S. beziehungsweise der Nachfolgeorganisation, den GCHQ (Government Communications Headquarters), bis zu ihrer Pensionierung im Juli 1963.

## Bombe Bays
In Bletchley Park gab es Dutzende von Turing-Bombes, die in sogenannten Bombe Bays (deutsch etwa: „Bomben-Buchten“) standen. Es handelte sich um speziell konstruierte elektromechanische „Knackmaschinen“, mithilfe derer jeden Tag aufs Neue die jeweiligen Tagesschlüssel der Enigma ermittelt wurden. Diese Maschinen wurden zumeist durch weibliche Hilfskräfte, die sogenannten Bombe Operators bedient, die häufig als Wrens dem Women’s Royal Naval Service (deutsch etwa „Königlicher Marinedienst der Frauen“) angehörten.  
- Jean Valentine (nach ihrer Heirat hieß sie Jean Rooke) arbeitete als Wren in Hut 11 und bediente dort eine der Turing-Bombes.[27] Im Jahr 2006 half sie bei der Rekonstruktion einer Bombe im Museum von Bletchley Park. Dort gab sie Führungen bis kurz vor ihrem Tod.

## Decoding Room
In einigen Huts gab es einen separaten Decoding Room (Entschlüsselungs-Raum). Die dort arbeitenden Frauen erhielten die aktuellen Geheimtexte und die passenden Schlüssel dazu. Sie stellten ihre Typex-Maschinen entsprechend ein und tippten danach die Texte ein. Bei korrekt eingestelltem Schlüssel ergab sich Klartext. Dieser wurde auf schmale Papierstreifen gedruckt, die anschließend in Stücke passender Länge geschnitten und auf die Rückseite des Spruchzettels (mit dem Geheimtext auf der Vorderseite) geklebt wurden. Abschließend versuchten die Frauen zu erkennen, ob die Nachrichten lesbares Deutsch enthielten.
- Jane Fawcett war eine dieser Frauen. Sie arbeitete ab 1940 im Decoding Room von Hut Six, in dem die vom deutschen Heer und der Luftwaffe mit der Enigma I verschlüsselten Funksprüche abgearbeitet wurden. Sie wurde für ihre Rolle bei der Entschlüsselung einer Nachricht bekannt, die zur Versenkung des deutschen Schlachtschiffs Bismarck führte.[28] Ihre Arbeit wurde erst in den 1990er Jahren bekannt.

## Gedenkbemühungen
Es wurden viele Anstrengungen unternommen, um des Beitrags der Frauen im Bletchley Park zu gedenken. Seit etwa 2010 sind insbesondere vermehrt Artikel erschienen, die sich mit der Rolle der Frauen in Bletchley Park befassen. Aufgrund der generellen Geheimhaltung von Bletchley Park und der Dreißig-Jahre-Regelung zur Geheimhaltung des Vereinigten Königreichs wurde die Rolle von Bletchley Park in Kriegszeiten lange nicht diskutiert. Dies änderte sich erst mit der Veröffentlichung von The Ultra Secrets des ehemaligen RAF-Obersten Frederick William Winterbotham, der die Verteilung von Ultra im Militärnachrichtendienst beaufsichtigte. Erst im Jahre 2009 begann die britische Regierung, die Personen von Bletchley Park für ihre Leistungen zu ehren. In der Folge gab es Bemühungen, Treffen zwischen den Frauen, die in Bletchley Park zusammen gearbeitet hatten, zu arrangieren. Diese hatten sich zumeist etwa 70 Jahre lang nicht mehr gesehen, da sie nach dem Krieg aufgrund der Geheimhaltung selten mit ihren Kolleginnen in Kontakt geblieben waren. Oftmals kannten die Frauen nicht einmal die Namen der Maschinen, an denen sie gearbeitet hatten, bis sie Bücher über Bletchley Park lasen, die Jahrzehnte nach dem Zweiten Weltkrieg veröffentlicht wurden. Familien und Freunde hatten üblicherweise keine Ahnung, woran diese Frauen während des Krieges gearbeitet hatten.
In Interviews sagten Frauen, die in Bletchley Park gearbeitet haben, dass sie ihre Zeit dort genossen haben, weil sie mit interessanten Menschen zusammen waren und interessante und wichtige Arbeit geleistet haben – obwohl die meisten von ihnen nie wussten, wie wichtig ihre Arbeit war, die den Zweiten Weltkrieg um bis zu zwei Jahre verkürzt und Millionen Menschenleben gerettet haben soll. Die meisten Frauen gaben ihre Karriere auf, nachdem sie Bletchley Park verlassen und geheiratet hatten; viele der vollwertigen Codebrecherinnen (wie Joan Clarke) hatten jedoch, gestützt auf ihre gute Arbeit in Bletchley Park, auch weiterhin erfolgreiche Karrieren als Kryptoanalytikerinnen. Anlässlich des 75. Jahrestages des D-Days 2019 sagte die 96-jährige Rena Steward, die den deutschen Funkverkehr entschlüsselt hatte, es sei eine Erleichterung nach Jahrzehnten der Geheimhaltung darüber reden zu können, und sie sei ein wenig stolz, dass die Öffentlichkeit von dem Beitrag der Frauen zum Erfolg von Bletchley Park erfahre.

### Archivierungsbemühungen
Es wurde eine Webseite mit einer Ehrenrolle eingerichtet, auf der alle Personen aufgelistet werden, von denen vermutet wird, dass sie während des Zweiten Weltkriegs in der Fernmelde- und Elektronischen Aufklärung tätig waren, sowohl in Bletchley Park als auch an anderen Orten. Die Liste wurde zusammengestellt aus offiziellen Quellen sowie Aussagen von Veteranen, Freunden und Familien. Es wurde nie eine vollständige Liste aller Personen, die in Bletchley Park arbeiteten, erstellt, daher werden kontinuierlich neue Informationen in der Liste ergänzt. Im Juni 2017 waren fast 8000 Frauen auf der Ehrenrolle aufgelistet.

### Popkultur
- The Imitation Game – Ein streng geheimes Leben ist ein Film aus dem Jahre 2014 über Alan Turings Leben in Bletchley Park. Ein Thema ist seine Beziehung zu Joan Clarke, einer der wenigen Frauen, die als vollwertige Codebrecherin in Bletchley Park gearbeitet haben. Es wird jedoch kritisiert, dass der Film Codebrechen als reine Männersache darstellt und die Rolle von Frauen beim Codebrechen nicht aufzeigt.[11]
- Das erstmals 1980 von der BBC ausgestrahlte Fernsehspiel The Imitation Game nach dem Drehbuch von Ian McEwan konzentriert sich auf die Erfolge und Frustrationen der Protagonistin bei der Arbeit in Bletchley Park.[34]
- Die zwischen 2012 und 2014 von ITV ausgestrahlte, britische Krimiserie The Bletchley Circle spielt in den Jahren 1952 und 1953. Die Protagonistinnen sind vier ehemalige Codebrecherinnen aus Bletchley, die ihre Fähigkeiten zur Aufklärung von Verbrechen einsetzen. Die Eröffnungsszene der Pilotfolge wurde vor Ort in Bletchley Park gedreht.[14][35][36]
- Der Film Enigma – Das Geheimnis aus dem Jahre 2001 ist eine fiktive Geschichte über die Enigma-Codebrecher in Bletchley Park, in der eine Liebesaffäre zwischen Kollegen ein Hauptthema ist.[37]
- Die BBC Sitcom Hut 33 aus den Jahren 2007–2009 spielt im Jahr 1941. Der Fokus liegt auf dem täglichen Leben in Bletchley Park, und so wird auch der Alltag der Frauen in Bletchley Park dargestellt.[38]
- 1968 unterlag die Geschichte des Bletchley Parks noch der Geheimhaltung, aber die Agentenkomödie Der mysteriöse Mr. Sebastian verwendete das Thema und verlegte es in die damalige Gegenwart.